# Корюкина (деревня)
Корюкина — деревня в Белозерском районе Курганской области. Входит в состав Белозерский сельсовет.

## История
До 1917 года входила в состав Белозерской волости Курганского уезда Тобольской губернии. По данным на 1926 год состояла из 103 хозяйств. В административном отношении входила в состав Белозерского сельсовета Белозерского района Курганского округа Уральской области.

## Население
| 1782 | 1868 | 1912 | 1926 | 1989 | 2002 | 2010 |
| ---- | ---- | ---- | ---- | ---- | ---- | ---- |
| 100  | ↗273 | ↗521 | ↘508 | ↗917 | ↘872 | ↘772 |

По данным переписи 1926 года в деревне проживало 508 человек (236 мужчин и 272 женщины), в том числе: русские составляли 100 % населения.